# Heterorrhina sinuaticollis
Heterorrhina sinuaticollis – gatunek chrząszcza z rodziny poświętnikowatych, podrodziny kruszczycowatych i plemienia Goliathini.
Gatunek ten został opisany w 1849 przez Hermanna Rudolpha Schauma.
Ciało długości od 18,5 do 22 mm i szerokości od 9, do 9,5 mm, wydłużone, umiarkowanie wypukłe, bardzo gładkie i błyszczące, jaskrawo zielone lub indygowo-niebieskie, z czarnymi lub zielonkawo-czarnymi: szwem pokryw, stopami, goleniami i wierzchołkiem pygidium. W obrysie nadustek kwadratowy, z szerokim zębem pośrodku przedniego brzegu. Nadustek punktowany silnie i pomarszczenie, boki przedplecza silnie, środek przedplecza słabiej, nieregularne rowki na pokrywach silnie, a boki zapiersia i odwłoka głęboko. Boki przedplecza z przodu zwężone, z tyłu zafalowane. Krawędzie boczne pokryw zafalowane za ramionami, a u wierzchołka rowkowane. Pygidium delikatnie rowkowane. Śródpiersie o wyrostku umiarkowanie długim, smukłym i zakrzywionym u wierzchołka. Przednie golenie dwuzębne u samic.
Chrząszcz orientalny, endemiczny dla Indii, gdzie znany jest z Karnataki.